# The Corbet Field
The Corbet Field est un stade polyvalent situé à Saint-Samson (Guernesey). Il est utilisé pour les matchs de football et pour le Crown Green Bowling. C'est aussi le lieu de résidence du Vale Recreation FC, du Vale Recreation Bowls Club ainsi que de l'équipe de Guernesey de football.

## Histoire
Le stade est construit en 1932 par l'architecte Wilfred John Corbet (1893-1971).